# UEFA Nations League 2022-2023 - Lega C
Questa voce raccoglie un approfondimento sulle gare della Lega C dell'UEFA Nations League 2022-2023. La fase a gironi della Lega C si è disputata tra il 2 giugno e 27 settembre 2022, mentre lo spareggio tra le due peggiori squadre tra le quattro ultime classificate nei rispettivi gironi per la retrocessione nella Lega D della UEFA Nations League 2024-2025 si è disputato tra il 21 e 26 marzo 2024.

## Formato
Nella Lega C partecipano le 8 squadre classificate dal trentasettesimo al quarantaquattresimo posto nella classifica finale della UEFA Nations League 2020-2021, alle quali si aggiungono le 4 retrocesse dalla Lega B (classificate 29-32), le 2 promosse dalla Lega D (classificate 49-50) e le 2 vincitrici degli spareggi; le 16 partecipanti vengono divise in quattro gruppi da quattro squadre ciascuno. Ogni squadra gioca sei incontri: quattro partite nel mese di giugno e due nel mese di settembre. La fase a gironi di questa edizione del torneo viene disputata in questi mesi in quanto il campionato mondiale di calcio 2022 si disputa a fine anno. Le squadre vincitrici di ogni raggruppamento vengono promosse nella Lega B della UEFA Nations League 2024-2025, mentre le squadre quarte classificate partecipano agli spareggi per la retrocessione nella Lega D.
Poiché dalla Lega D sono promosse solo le due squadre vincitrici del proprio girone, le retrocessioni dalla Lega C sono stabilite attraverso gli spareggi, con la formula di andata e ritorno tra le quarte classificate di ogni girone; le quattro squadre saranno classificate da prima a quarta in base alla classifica generale del torneo stilata al termine della fase a gironi e le partite saranno determinate come segue:
- la prima classificata contro la quarta classificata;
- la seconda classificata contro la terza classificata.

Le squadre meglio classificate giocano la partita di ritorno in casa.
A causa della sospensione dalle competizioni UEFA della Russia per via dell'invasione russa dell'Ucraina, l'assegnazione dei posti per l'edizione successiva è stata modificata in modo che solo una squadra retroceda nella Lega D, assicurando che la Lega C sia ancora composta da 16 squadre. Sulla base della classifica generale delle squadre classificate al quarto posto, le due squadre con il punteggio peggiore sono qualificate per lo spareggio.

## Squadre partecipanti
Le squadre sono state assegnate alla Lega C in base alla lista d'accesso della UEFA Nations League 2022-2023, la quale si basa sulla classifica finale dell'edizione precedente: alle 8 squadre rimaste direttamente in Lega C viene attribuito il numero di accesso corrispondente alla posizione nella classifica finale dell'edizione passata, alle 4 retrocesse dalla Lega B vengono attribuiti i numeri 33-36, alle 2 vincitrici degli spareggi vengono attribuiti i numeri 45-46 e alle 2 promosse dalla Lega D vengono attribuiti i numeri 47-48. Le urne per il sorteggio, composte da quattro squadre ciascuna, sono state annunciate il 22 settembre 2021.
| Squadra          | Rank |
| ---------------- | ---- |
| Turchia          | 33   |
| Slovacchia       | 34   |
| Bulgaria         | 35   |
| Irlanda del Nord | 36   |

| Squadra            | Rank |
| ------------------ | ---- |
| Grecia             | 37   |
| Bielorussia        | 38   |
| Lussemburgo        | 39   |
| Macedonia del Nord | 40   |

| Squadra     | Rank |
| ----------- | ---- |
| Lituania    | 41   |
| Georgia     | 42   |
| Azerbaigian | 43   |
| Kosovo      | 44   |

| Squadra    | Rank |
| ---------- | ---- |
| Kazakistan | 45   |
| Cipro      | 46   |
| Gibilterra | 47   |
| Fær Øer    | 48   |

Il sorteggio per la fase a gironi si è svolto il 16 dicembre 2021 alle ore 18:00 CET a Nyon, in Svizzera. Nell'urna 4 l'identità dei vincitori degli spareggi della Lega C della UEFA Nations League 2020-2021 non era nota al momento del sorteggio in quanto gli incontri in programma nel marzo 2022. Il programma della fase a gironi è stato confermato dalla UEFA il giorno successivo alla disputa del sorteggio.

## Gruppo 1

### Classifica
| Pos | Squadra     | Pt | G | V | N | P | GF | GS | DG  |
| --- | ----------- | -- | - | - | - | - | -- | -- | --- |
| 1.  | Turchia     | 13 | 6 | 4 | 1 | 1 | 18 | 5  | +13 |
| 2.  | Lussemburgo | 11 | 6 | 3 | 2 | 1 | 9  | 7  | +2  |
| 3.  | Fær Øer     | 8  | 6 | 2 | 2 | 2 | 7  | 10 | -3  |
| 4.  | Lituania    | 1  | 6 | 0 | 1 | 5 | 2  | 14 | -12 |

### Risultati
| Arbitro: | David Fuxman |

|  |           |                 |
|  | Marcatori | 44’, 78’ Sinani |

| Arbitro: | Trustin Farrugia Cann |

|                                                 |           |  |
| Ünder 37’ Dervişoğlu 47’ Dursun 82’ Demiral 85’ | Marcatori |  |

| Arbitro: | Rob Hennessy |

|  |           |                      |
|  | Marcatori | 74’ (rig.) Rodrigues |

| Arbitro: | Novak Simović |

|  |           |                                                                 |
|  | Marcatori | 2’, 14’ Sinik 56’ (rig.), 81’ Dursun 89’ Akgün 90+1’ Dervişoğlu |

| Arbitro: | Igor Pajač |

|                                   |           |            |
| Davidsen 20’ (rig.) Andreasen 45’ | Marcatori | 6’ Černych |

| Arbitro: | António Nobre |

|  |           |                                  |
|  | Marcatori | 37’ (rig.) Çalhanoğlu 76’ Dursun |

| Arbitro: | Michael Fabbri |

|                                   |           |                    |
| Rodrigues 12’ (rig.) Barreiro 49’ | Marcatori | 57’, 59’ Bjartalíð |

| Arbitro: | Stéphanie Frappart |

|                                 |           |  |
| Ayhan 37’ Çalhanoğlu 54’ (rig.) | Marcatori |  |

| Arbitro: | Vilhjálmur Alvar Þórarinsson |

|            |           |               |
| Slivka 41’ | Marcatori | 22’ Andreasen |

| Arbitro: | Tobias Stieler |

|                                               |           |                                      |
| Ünder 16’ (rig.) Chanot 39’ (aut.) Yüksek 87’ | Marcatori | 8’ Da Graça 37’ Sinani 69’ Rodrigues |

| Arbitro: | Serhij Bojko |

|                             |           |            |
| Davidsen 51’ Edmundsson 59’ | Marcatori | 89’ Gürler |

| Arbitro: | Giorgi Kruashvili |

|               |           |  |
| Rodrigues 89’ | Marcatori |  |

## Gruppo 2

### Classifica
| Pos | Squadra          | Pt | G | V | N | P | GF | GS | DG |
| --- | ---------------- | -- | - | - | - | - | -- | -- | -- |
| 1.  | Grecia           | 15 | 6 | 5 | 0 | 1 | 10 | 2  | +8 |
| 2.  | Kosovo           | 9  | 6 | 3 | 0 | 3 | 11 | 8  | +3 |
| 3.  | Irlanda del Nord | 5  | 6 | 1 | 2 | 3 | 7  | 10 | -3 |
| 4.  | Cipro            | 5  | 6 | 1 | 2 | 3 | 4  | 12 | -8 |

### Risultati
| Arbitro: | Jérôme Brisard |

|  |           |                          |
|  | Marcatori | 65’ Berisha 78’ Zhegrova |

| Arbitro: | Erik Lambrechts |

|  |           |               |
|  | Marcatori | 39’ Bakasetas |

| Larnaca 5 giugno 2022, ore 18:00 UTC+2 | Cipro       | 0 – 0 referto | Irlanda del Nord | AEK Arena - Georgios Karapatakis (1 663 spett.)\| Arbitro: \| Enea Jorgji \| |
| Arbitro:                               | Enea Jorgji |               |                  |                                                                              |

| Arbitro: | John Beaton |

|  |           |               |
|  | Marcatori | 36’ Bakasetas |

| Arbitro: | Tamás Bognár |

|                                       |           |  |
| Bakasetas 8’ Paulidīs 20’ Limnios 48’ | Marcatori |  |

| Arbitro: | Jakob Kehlet |

|                                  |           |                        |
| Muriqi 9’ (rig.), 52’ Bytyqi 19’ | Marcatori | 44’ Lavery 83’ Ballard |

| Arbitro: | Ricardo de Burgos Bengoetxea |

|                        |           |                    |
| McNair 71’ Evans 90+4’ | Marcatori | 32’, 51’ Kakoullīs |

| Arbitro: | Julian Weinberger |

|                                |           |  |
| Giakoumakīs 71’ Mantalos 90+8’ | Marcatori |  |

| Arbitro: | Glenn Nyberg |

|                          |           |            |
| Whyte 82’ Magennis 90+3’ | Marcatori | 58’ Muriqi |

| Arbitro: | Aljaksej Kul'bakoŭ |

|             |           |  |
| Tziōnīs 18’ | Marcatori |  |

| Arbitro: | Filip Glova |

|                                      |           |            |
| Pelkas 14’ Masouras 55’ Mantalos 80’ | Marcatori | 18’ Lavery |

| Arbitro: | Kristo Tohver |

|                                                        |           |             |
| Muslija 22’ Rrudhani 45+1’ Rashani 47’ Muriqi 52’, 84’ | Marcatori | 81’ Roberge |

## Gruppo 3

### Classifica
| Pos | Squadra     | Pt | G | V | N | P | GF | GS | DG |
| --- | ----------- | -- | - | - | - | - | -- | -- | -- |
| 1.  | Kazakistan  | 13 | 6 | 4 | 1 | 1 | 8  | 6  | +2 |
| 2.  | Azerbaigian | 10 | 6 | 3 | 1 | 2 | 7  | 4  | +3 |
| 3.  | Slovacchia  | 7  | 6 | 2 | 1 | 3 | 5  | 6  | -1 |
| 4.  | Bielorussia | 3  | 6 | 0 | 3 | 3 | 3  | 7  | -4 |

### Risultati
| Arbitro: | István Vad |

|                    |           |  |
| Aýımbetov 50’, 60’ | Marcatori |  |

| Arbitro: | Stéphanie Frappart |

|  |           |            |
|  | Marcatori | 61’ Suslov |

| Novi Sad 6 giugno 2022, ore 20:45 UTC+2 | Bielorussia       | 0 – 0 referto | Azerbaigian | Stadio Karađorđe (0 spett.)\| Arbitro: \| Mohammed Al-Hakim \| |
| Arbitro:                                | Mohammed Al-Hakim |               |             |                                                                |

| Arbitro: | Kristo Tohver |

|  |           |               |
|  | Marcatori | 26’ Darabayev |

| Arbitro: | Donatas Rumšas |

|  |           |           |
|  | Marcatori | 81’ Weiss |

| Arbitro: | Manuel Schüttengruber |

|               |           |               |
| Mal'kevič 84’ | Marcatori | 13’ Aýımbetov |

| Arbitro: | Bram Van Driessche |

|                             |           |          |
| Vorogovskıı 18’ Astanov 39’ | Marcatori | 51’ Bero |

| Arbitro: | Anastasios Papapetrou |

|                           |           |  |
| Emreli 76’ Şeydayev 90+3’ | Marcatori |  |

| Arbitro: | Horatiu Fesnic |

|                              |           |               |
| Gabyshev 29’ Zaınýtdınov 79’ | Marcatori | 45+3’ Savicki |

| Arbitro: | William Collum |

|                    |           |                             |
| Jirka 90+3’ (rig.) | Marcatori | 44’ Dadaşov 90+5’ Haghverdi |

| Arbitro: | Harm Osmers |

|                                               |           |  |
| Marochkın 66’ (aut.) Ozobić 74’ Nurijev 90+1’ | Marcatori |  |

| Arbitro: | Nikola Dabanović |

|            |           |            |
| Zreľák 65’ | Marcatori | 45’ Bachar |

## Gruppo 4

### Classifica
| Pos | Squadra            | Pt | G | V | N | P | GF | GS | DG  |
| --- | ------------------ | -- | - | - | - | - | -- | -- | --- |
| 1.  | Georgia            | 16 | 6 | 5 | 1 | 0 | 16 | 3  | +13 |
| 2.  | Bulgaria           | 9  | 6 | 2 | 3 | 1 | 10 | 8  | +2  |
| 3.  | Macedonia del Nord | 7  | 6 | 2 | 1 | 3 | 7  | 7  | 0   |
| 4.  | Gibilterra         | 1  | 6 | 0 | 1 | 5 | 3  | 18 | -15 |

### Risultati
| Arbitro: | Morten Krogh |

|                                                              |           |  |
| Kvaratskhelia 12’ Kashia 33’ Mikautadze 87’ Q'azaishvili 88’ | Marcatori |  |

| Arbitro: | Jérémie Pignard |

|              |           |               |
| Despodov 13’ | Marcatori | 50’ Ristovski |

| Arbitro: | Alain Durieux |

|  |           |                        |
|  | Marcatori | 21’ Bardhi 84’ Nikolov |

| Arbitro: | Fabio Maresca |

|                        |           |                                                                                             |
| Iliev 50’ Stefanov 83’ | Marcatori | 4’ Davitashvili 31’ (aut.) Hristov 52’ Zivzivadze 58’ (rig.) Kvaratskhelia 69’ Q'azaishvili |

| Arbitro: | Petri Viljanen |

|                   |           |               |
| Walker 61’ (rig.) | Marcatori | 45+1’ Minchev |

| Arbitro: | Roi Reinshreiber |

|  |           |                                                  |
|  | Marcatori | 52’ Zivzivadze 62’ Kvaratskhelia 84’ Kiteishvili |

| Tbilisi 12 giugno 2022, ore 18:00 UTC+2 | Georgia     | 0 – 0 referto | Bulgaria | Stadio Boris Paichadze (54 200 spett.)\| Arbitro: \| Espen Eskås \| |
| Arbitro:                                | Espen Eskås |               |          |                                                                     |

| Arbitro: | Dumitru Muntean |

|                                                        |           |  |
| Bardhi 4’ Torrilla 14’ (aut.) Miovski 16’ Čurlinov 31’ | Marcatori |  |

| Arbitro: | Ivan Kružliak |

|                                      |           |  |
| Miovski 35’ (aut.) Kvaratskhelia 64’ | Marcatori |  |

| Arbitro: | Pavel Orel |

|                                                            |           |               |
| Antov 23’ Despodov 36’ Kirilov 52’ Stefanov 55’ Petkov 81’ | Marcatori | 26’ Chipolina |

| Arbitro: | Rob Harvey |

|              |           |                                             |
| Annesley 75’ | Marcatori | 19’ (rig.) Kvaratskhelia 48’ Ts'it'aishvili |

| Arbitro: | Julian Weinberger |

|  |           |              |
|  | Marcatori | 50’ Despodov |

## Spareggio

### Raffronto tra le quarte classificate
| Pos | Gr | Squadra     | Pt | G | V | N | P | GF | GS | DG  |
| --- | -- | ----------- | -- | - | - | - | - | -- | -- | --- |
| 1   | C2 | Cipro       | 5  | 6 | 1 | 2 | 3 | 4  | 12 | -8  |
| 2   | C3 | Bielorussia | 3  | 6 | 0 | 3 | 3 | 3  | 7  | -4  |
| 3   | C1 | Lituania    | 1  | 6 | 0 | 1 | 5 | 2  | 14 | -12 |
| 4   | C4 | Gibilterra  | 1  | 6 | 0 | 1 | 5 | 3  | 18 | -15 |

### Tabella riassuntiva
| Squadra 1  | Totale | Squadra 2 | Andata | Ritorno |
| ---------- | ------ | --------- | ------ | ------- |
| Gibilterra | 0 - 2  | Lituania  | 0 - 1  | 0 - 1   |

### Risultati

#### Andata
| Arbitro: | Giorgi Kruashvili |

|  |           |           |
|  | Marcatori | 60’ Kučys |

#### Ritorno
| Arbitro: | Duje Strukan |

|             |           |  |
| Černych 51’ | Marcatori |  |

## Statistiche

### Classifica marcatori
5 reti
- Khvicha Kvaratskhelia

- Vedat Muriqi

4 reti
- Gerson Rodrigues

- Serdar Dursun

3 reti
- Kiril Despodov
- Anastasios Bakasetas

- Abat Aýımbetov
- Danel Sinani

2 reti
- Ilijan Stefanov
- Andronikos Kakoullīs
- Jákup Andreasen
- Jóannes Bjartalíð
- Viljormur Davidsen

- Valeri Q'azaishvili
- Budu Zivzivadze
- Petros Mantalos
- Fiodor Černych
- Enis Bardhi

- Shayne Lavery
- Hakan Çalhanoğlu
- Halil Dervişoğlu
- Doğukan Sinik
- Cengiz Ünder

1 rete
- Renat Dadaşov
- Mahir Emreli
- Hojjat Haghverdi
- Anatolij Nurijev
- Filip Ozobić
- Ramil Şeydayev
- Ivan Bachar
- Uladzislaŭ Mal'kevič
- Pavel Savicki
- Valentin Antov
- Atanas Iliev
- Radoslav Kirilov
- Georgi Minčev
- Marin Petkov
- Valentin Roberge
- Marinos Tziōnīs
- Jóan Edmundsson
- Zuriko Davitashvili
- Guram Kashia
- Otar Kiteishvili
- Georges Mikautadze
- Giorgi Ts'it'aishvili

- Louie Annesley
- Roy Chipolina
- Liam Walker
- Giōrgos Giakoumakīs
- Dīmītrīs Limnios
- Giōrgos Masouras
- Vaggelīs Paulidīs
- Dīmītrios Pelkas
- Elhan Astanov
- Aslan Darabayev
- Mıhaıl Gabyshev
- Ian Vorogovskıı
- Baqtııaar Zaınýtdınov
- Valon Berisha
- Zymer Bytyqi
- Florent Muslija
- Elbasan Rashani
- Donat Rrudhani
- Edon Zhegrova
- Armandas Kučys
- Vykintas Slivka
- Leandro Barreiro

- Marvin da Graça
- Darko Čurlinov
- Bojan Miovski
- Boban Nikolov
- Milan Ristovski
- Daniel Ballard
- Jonny Evans
- Josh Magennis
- Paddy McNair
- Gavin Whyte
- Matúš Bero
- Erik Jirka
- Tomáš Suslov
- Vladimír Weiss
- Adam Zreľák
- Yunus Akgün
- Kaan Ayhan
- Merih Demiral
- Serdar Gürler
- İsmail Yüksek

Autoreti
- Andrea Hristov (1, pro  Georgia)
- Graeme Torrilla (1, pro  Macedonia del Nord)

- Aleksandr Marochkın (1, pro  Azerbaigian)
- Maxime Chanot (1, pro  Turchia)

- Bojan Miovski (1, pro  Georgia)